# Giovanni Vincenzo Casali

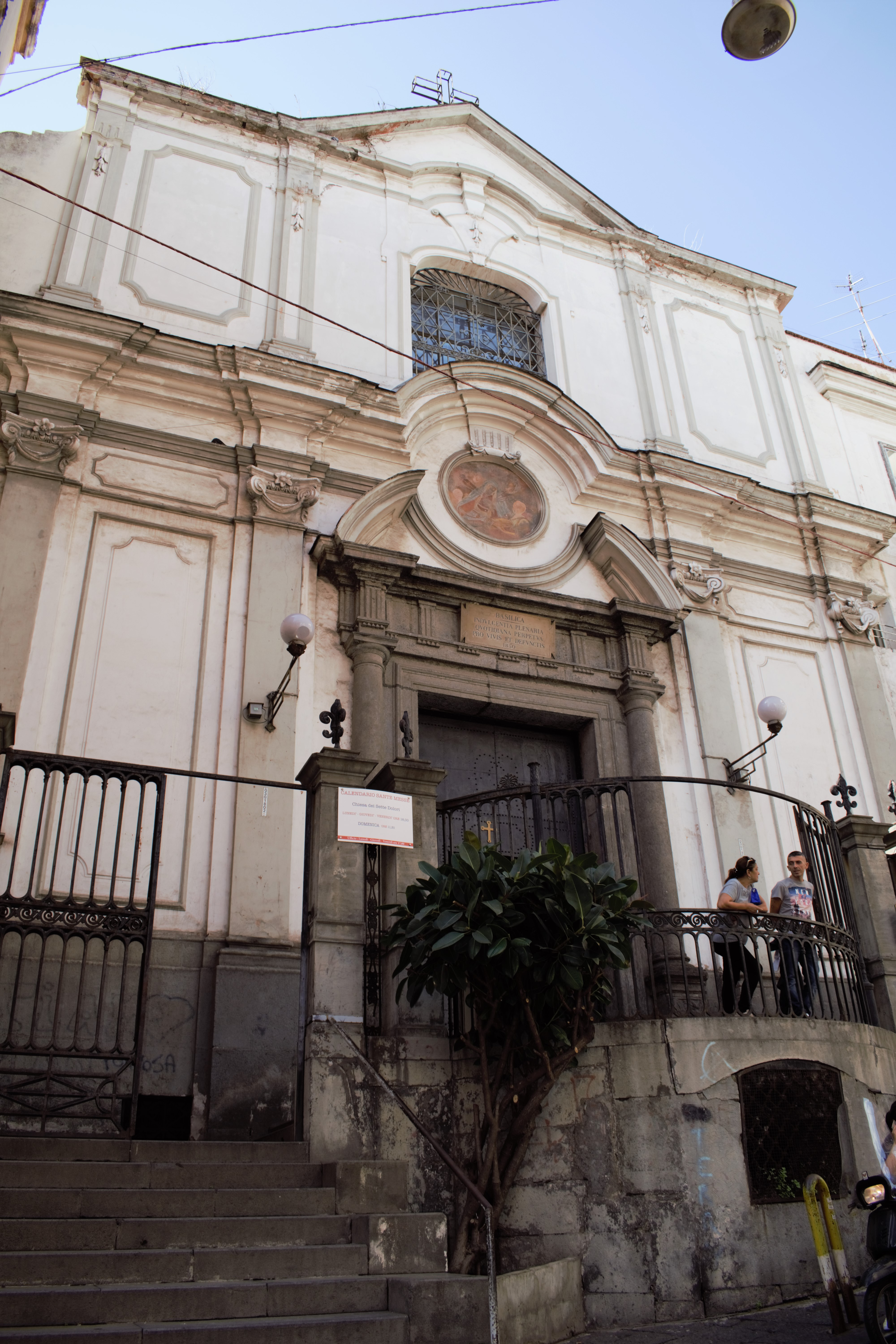
La facciata della chiesa di Santa Maria ad Ogni Bene dei Sette Dolori, del Casali è il portale in piperno

Giovanni Vincenzo Casali, o Casale (Firenze, 1539 – Coimbra, 21 dicembre 1593), è stato uno scultore, architetto, ingegnere e religioso italiano.

## Biografia
Giovanni Vincenzo Casali, al secolo Pasquino d'Agnolo Casali, nacque nel 1539 da Agnolo Casali, un tintore che aveva una numerosa famiglia che viveva in modeste condizioni. Il 13 ottobre 1558 fu accolto nella casa dei Servi di Maria come commesso e successivamente come confratello, nella Basilica della Santissima Annunziata esegue la statua di San Filippo Benizzi. Divenne allievo dello scultore e architetto Giovanni Angelo Montorsoli, l'appredistato fu di notevole importanza formativa per Casali. Nel 1565, fu commissionato al frate un apparato scultoreo allestito a Porta al Prato per le nozze tra Francesco I de' Medici e Giovanna d'Austria, per l'ordine servita allestì l'altare maggiore della chiesa della Santissima Annunziata dei Servi a Lucca dove realizzò diverse sculture.
Agli inizi degli anni settanta del XVI secolo compì un viaggio ad Embrun e nel 1573 vi fece ritorno all'Annunziata per rimanerci fino al 1575, anno in cui iniziò a lavorare con il cardinale e viceré del Regno di Napoli Antoine Perrenot de Granvelle, come ingegnere. A Napoli furono affidati i principali cantieri, grazie ad influenti appoggi. Soggiornò brevemente a Roma presso il cardinale Ferdinando I de' Medici, nella sua villa al Pincio, dove il servita eseguì l'incarico di restaurare sculture e sepolcri antichi.
Dopo l'esperienza romana ritornò nuovamente a Napoli per svolgere gli incarichi vicereali; è documentato nella capitale del Regno già da dicembre 1577. Casali risiedeva presso la chiesa di Santa Maria del Parto a Mergellina, nel 1578 è a Capua per l'allestimento di alcune fontane. Nel 1583 progettò l'ampliamento della chiesa di Santa Maria ad Ogni Bene dei Sette Dolori, il Casali in questo progetto fu anche uno dei finanziatori e negli anni ottanta del Cinquecento si occupò del ripristino della navigabilità del Volturno. Progetto rilevante fu quello del nuovo arsenale di Napoli, progettato nel 1578, il Casali ebbe la nomina ad Ingegnero ed Architetto Regio, l'arsenale fu demolito negli anni venti del Novecento. Nel 1583 fu invitato nella villa di Ferdinando I de' Medici a Roma, il Casali era tra i quaranta uomini illustri invitati dal cardinale.
Nel 1586, il frate servita partì per la Spagna, con sé portò anche un progetto del Castel Sant'Elmo. In Spagna ebbe varie commissioni tra queste: la chiesa di Santo Domingo a Villalpando e il restauro della chiesa di San Millán de la Cogolla. Successivamente Filippo II lo inviò in Portogallo con il nipote Alessandro Massai con l'incarico di espandere e migliorare il sistema difensivo di Lisbona. A quest'ultima fase della sua vita risalgono i progetti per il Forte de São Lourenço do Bugio alla foce del Tago e per il Forte de Santo António da Barra a Cascais. Casali collaborò inoltre con Filippo Terzi ai lavori di costruzione della certosa di Évora, inaugurata nel 1587.
Morì il 21 dicembre 1593 a Coimbra.